# Coturnix
Coturnix is een geslacht van vogels uit de familie fazantachtigen (Phasianidae). Er zijn vijf nog levende en een uitgestorven soort.

## Soorten
- Coturnix coromandelica – Regenkwartel
- Coturnix coturnix – Kwartel
- Coturnix delegorguei – Harlekijnkwartel
- Coturnix japonica – Japanse kwartel
- † Coturnix novaezelandiae – Nieuw-Zeelandse kwartel
- Coturnix pectoralis – Stoppelveldkwartel